# 小行星6180
小行星6180（6180 Bystritskaya）是一颗绕太阳运转的小行星，为主小行星带小行星。该小行星于1986年8月8日发现。

## 轨道参数
小行星6180的轨道半长轴为2.4434032 UA，离心率为0.213。